# Krzywonoga
Krzywonoga (deutsch Krummfuß) ist ein Dorf in der polnischen Woiwodschaft Ermland-Masuren. Es gehört zur Gmina Pasym (Stadt-und-Land-Gemeinde Passenheim) im Powiat Szczycieński (Kreis Ortelsburg).

## Geographische Lage
Krzywonoga liegt in der südlichen Mitte der Woiwodschaft Ermland-Masuren, 21 Kilometer nordwestlich der Kreisstadt Szczytno (deutsch Ortelsburg).

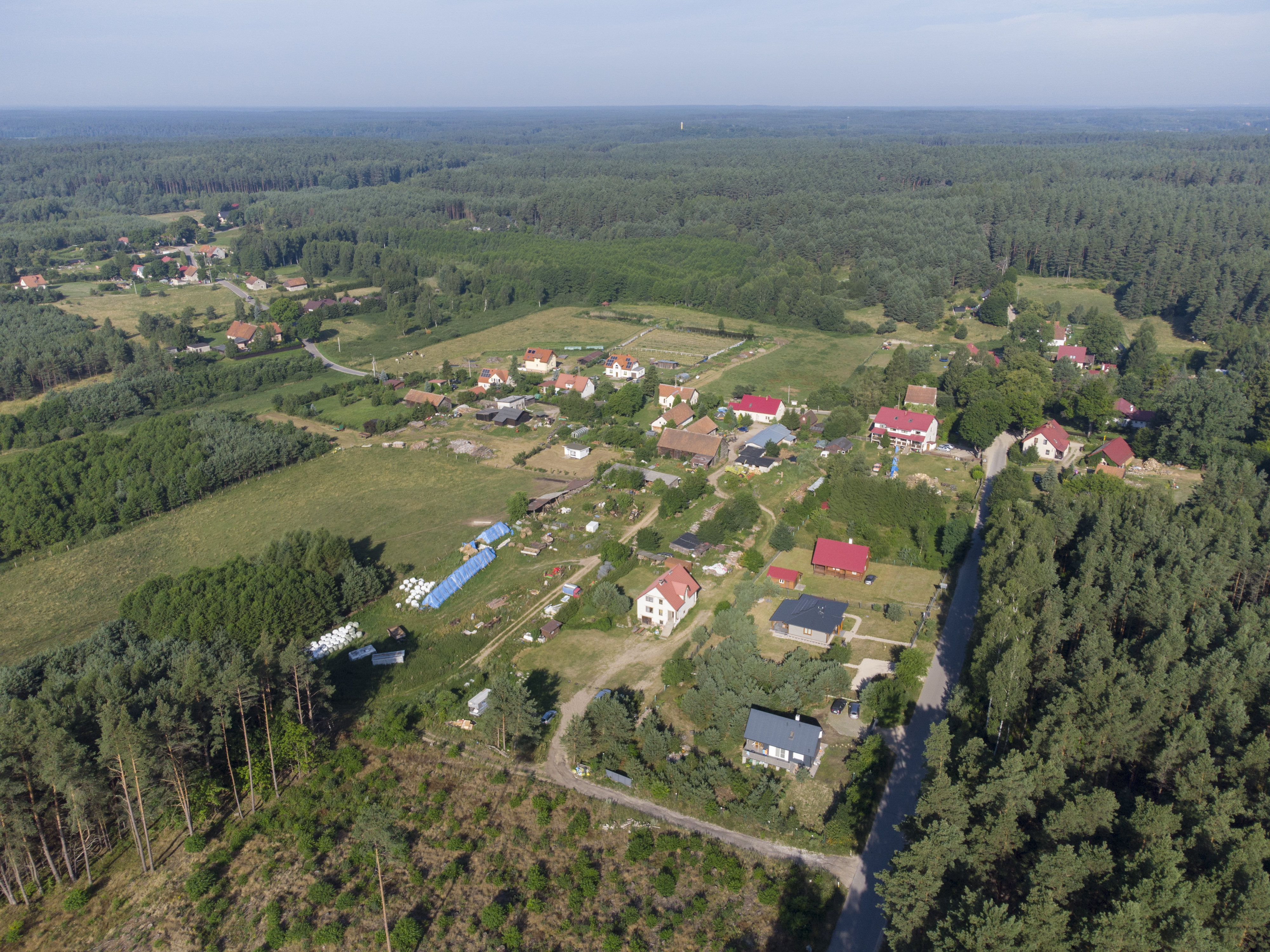
Blick von Osten

## Geschichte
Das Gründungsjahr von Krzywonoga (nach 1785 Krummfuss, nach 1820 Krzywonoggen) ist nicht bekannt. 1628 wurde das Dorf das erste Mal erwähnt, doch schon 1653 bezeichnet man den Ort als „völlug wüst“. Dieser Hinweis findet sich immer wieder bis zum Jahr 1724. Dann gibt es 1725 die Notiz, „daß der Ort neu eingerichtet werden muß“. Damit wurde am 15. Mai 1741 unter dem Dorfschulzen Friedrich Krzykowski begonnen. Noch 1781 wurden die wirtschaftlichen Verhältnisse der Einwohner als „wenig günstig“ eingestuft. Eine Besserung trat erst im 19. Jahrhundert ein.
Als 1874 der Amtsbezirk Scheufelsdorf (polnisch Tylkowo) im Kreis Ortelsburg innerhalb des Regierungsbezirks Königsberg (ab 1905 Regierungsbezirk Allenstein) in der preußischen Provinz Ostpreußen errichtet wurde, wurde Krzywonoggen eingegliedert. Drei Jahre später – am 19. September 1877 – wurde Krzywonoggen in „Krummfuß“ umbenannt, was einer wörtlichen Übersetzung gleichkommen soll.
Im Jahre 1910 waren in Krummfuß 171 Einwohner gemeldet. Ihre Zahl belief sich 1933 auf 170 und 1939 auf 184.
In Kriegsfolge wurde Krummfuß 1945 mit dem gesamten südlichen Ostpreußen Teil Polens. Das Dorf erhielt die polnische Namensform „Krzywonoga“ und ist als Sitz eines Schulzenamtes (polnisch Sołectwo) heute eine Ortschaft im Verbund der Stadt-und-Land-Gemeinde Pasym (Passenheim) im Powiat Szczycieński, bis 1998 der Woiwodschaft Olsztyn, seither der Woiwodschaft Ermland-Masuren zugehörig. Im Jahre 2011 zählte der Ort 129 Einwohner.

## Kirche
Bis 1945 war Krummfuß in die evangelische Kirche Passenheim in der Kirchenprovinz Ostpreußen der Kirche der Altpreußischen Union und auch in die römisch-katholische Kirche der Stadt im Bistum Ermland eingepfarrt.
Krzywonoga gehört jetzt zur evangelischen Kirche Pasym in der Diözese Masuren der Evangelisch-Augsburgischen Kirche in Polen und außerdem zur katholischen Kirche in Pasym bzw. in Purda (Groß Purden) im jetzigen Erzbistum Ermland.

## Verkehr
Krzywonoga liegt an einer Nebenstraße, die bei Kośno (Kösnick) von der polnischen Landesstraße 53 (frühere deutsche Reichsstraße 134) abzweigt und nach Michałki (Michelsdorf) führt. Außerdem endet eine vom Nachbarort Miłuki (Milucken) kommende Straße in Krzywonoga. 
Die nächste Bahnstation ist Marcinkowo (Alt Mertinsdorf, 1939 bis 1945 Alt Märtinsdorf) an der Bahnstrecke Olsztyn–Ełk.